# Aharon Jadlin

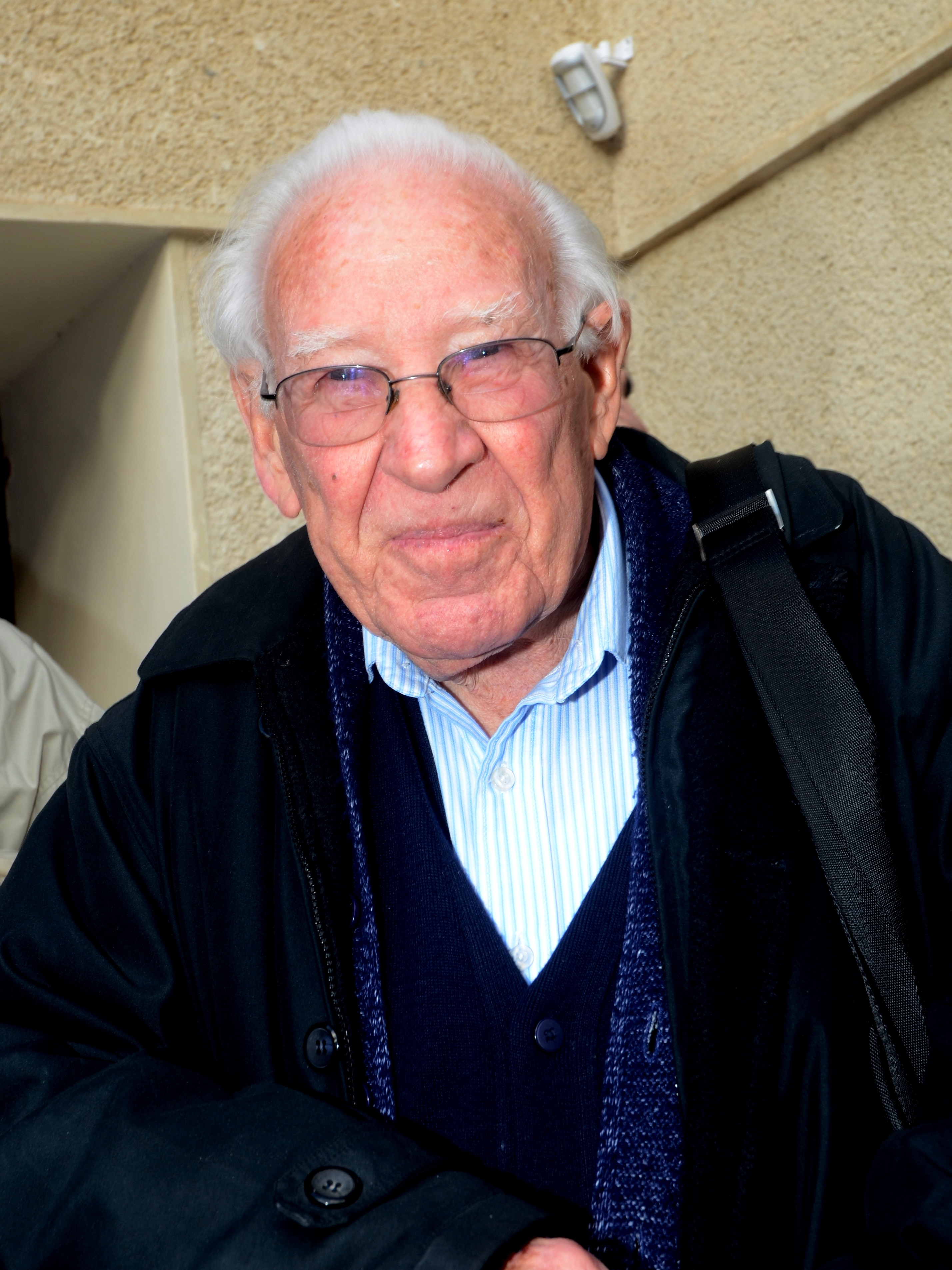
Aharon Yadlin (2016)

Aharon Jadlin (hebräisch אהרן ידלין; * 17. April 1926 in Ben Schemen, Palästina; † 12. August 2022 in Chazerim) war ein israelischer Pädagoge und Politiker.

## Leben
Er war Mitglied einer Pfadfindergruppe und nationaler Koordinator der Pfadfinderbewegung im Mandatsgebiet. 1946 beteiligte er sich am Projekt der elf Stützpunkte im Negev und gehörte zu den Mitbegründern des Kibbuz Be'eri. Während des Palästinakriegs 1948 war er im Palmach aktiv.
Von 1950 bis 1952 war er im Verwaltungsausschuss der Gewerkschaft Histadrut. Er machte einen M.A. in Geschichte, Wirtschaft und Soziologie an der Hebrew University. Nach der Spaltung der Kibbuzbewegung zog er in das Kibbuz Chazerim. Er war einer der Gründer der Hochschule Beit Berl, wo er Soziologie lehrte und als verantwortlicher Direktor von 1955 bis 1957 tätig war. Von 1964 bis 1972 war er Vorsitzender des Komitees für Jugendverbände der Mapai.
1960 wurde er für die Mapai in die vierte Knesset gewählt, der er bis September 1961 angehörte. Von 1964 bis 1979 war er durchgehend Knessetabgeordneter. Er war Mitglied der Komitees für Wirtschaftsangelegenheiten, für Bildung und Kultur, für Verfassung, Recht und Gesetz, für innere Angelegenheiten sowie für Verteidigung.
In der neunten Knesset war er Vorsitzender des Komitees für Erziehung. Von 1964 bis 1972 war er stellvertretender Minister für Bildung und von 1972 bis 1974 war er Generalsekretär der Awoda. Von 1974 bis 1977 war er Minister für Bildung. Er führte für die israelischen Entwicklungsstädte und für die von Armut betroffener Gebiete ein Ganztagsschulprogramm ein.
Nachdem er die Knesset im Jahre 1979 verlassen hatte, war er in verschiedenen öffentlichen Ämtern tätig, so auch als Generalsekretär der Kibbuzbewegung „HaKibbutz HaMeuchad“ von 1985 bis 1989.
Er hat drei Söhne und elf Enkelkinder. Einer seiner Söhne ist Amos Jadlin, Generalmajor (Aluf) der Israelischen Verteidigungsstreitkräfte.

## Auszeichnungen
2010 erhielt Jadlin den Israel-Preis für seinen lebenslangen Einsatz und speziellen Beitrag für die israelische Gesellschaft und für den Staat Israel.

## Publikationen
- The Goal and the Movement. Clarifying the Socialist Idea and its Implementation. 1969
- The Jewish Component of Israeli Education. 1978, OCLC 80126168.